# Солоухин, Рем Иванович
Рем Иванович Солоухин (19 ноября 1930 года, Гусь-Хрустальный — 6 января 1988 года, Минск) — советский учёный в области механики и физики, член-корреспондент АН СССР (1968), академик АН Белоруссии (1977). Лауреат Ленинской премии.

## Биография
Родился в семье учителей.
Окончил физический факультет МГУ (1953). Ученик А. С. Предводителева. В 1953—58 годах работал в лаборатории физики горения в Энергетическом институте АН СССР, лаборант, инженер, аспирант (окончил аспирантуру в 1957 году), кандидат наук (1957), младший научный сотрудник.
В 1958 году приглашён М. А. Лаврентьевым на кафедру МФТИ.
С 1959 года работал в Сибирском отделении АН СССР (СО АН СССР). В 1957—67 годах в Институте гидродинамики, научный сотрудник, заведующий лабораторией электроискровых явлений. Доктор наук (1962), тема диссертации «Быстропротекающие процессы в ударных волнах»
В 1967—71 годах заместитель директора Института ядерной физики СО АН СССР.
В 1967 году вместе с Энтони Оппенгеймом и Нюмой Мансоном Р. И. Солоухин выступил соучредителем Международного коллоквиума по динамике взрыва и реагирующих систем (англ. the International Committee on Gasdynamics of Explosions and Reactive Systems, ICDERS) — научных совещаний, проводимых каждые два года для специалистов по газодинамике взрыва и нестационарному горению.
С 1971 по 1976 год — директор Института теоретической и прикладной механики (ИТПМ) СО АН СССР.
Преподавал в Московском физико-техническом институте (1958—1959), с 1965 года профессор Новосибирского государственного университета, первый декан физико-математического (затем физического) факультета, проректор (1962—1967). Заведующий кафедрой общей физики (1966—1972), основатель и заведующий кафедрой физической кинетики НГУ (1972—1976). С 1977 года профессор Белорусского государственного университета.
С 1976 года жил и работал в Минске, куда переехал по приглашению президента АН БССР Н. А. Борисевича (в заявлении на имя Председателя СО АН СССР Г. И. Марчука указал причину перехода — необходимость сменить климат для супруги). Директор Института тепло- и массообмена им. А. В. Лыкова АН БССР (1976—1987).

## Научные интересы
Фундаментальные результаты в области горения и детонации в газах, лазерной тематике.
Исследовал процессы воспламенения газов и кинетики высокотемпературных химических реакций (горения) в ударных волнах. Детальное изучение структуры детонационных волн в газах, условий перехода горения в детонацию, расшифровка структуры спиновой детонации, указание возможных причин её возникновения.
Исследовал распространение ударных волн в неоднородных средах в связи с разработкой мер защиты от ударных волн.
Предложил методы измерения параметров среды при высокоскоростных процессах (например, распространении ударных волн).
Разработал способы получения инверсных сред в высокоскоростных течениях газа и на их основе оригинальные газодинамические лазеры с селективным тепловым возбуждением и смешением в сверхзвуковом газовом потоке (по проточной схеме конвективного типа с электрическим возбуждением), а также химических лазеров, инициируемых электронным пучком.
Автор более 400 научных работ.
В течение 5 лет был председателем спортивного клуба СО АН СССР. Сам, уже будучи доктором наук, выполнил норматив кандидата в мастера спорта по спортивной гимнастике.

## Награды и премии
- Ленинская премия (1965) с Б. В. Войцеховским и Я. К. Трошиным.
- Ордена Трудового Красного Знамени (1967), «Знак Почёта» (1961, 1975), Октябрьской революции (1980).
- Золотая медаль имени Нюмы Мансона Международного комитета по газодинамике взрыва и реагирующих систем (1985).

## Память
- Учреждена Международная премия имени Солоухина Р. И. «Золотые руки» за лучшую экспериментальную работу по газодинамике взрыва и реагирующих систем.[6]
- 11 ноября 2005 года в Минске Академику АН БССР Р. И. Солоухину открыта мемориальная доска на здании Института тепло- и массообмена. Скульптор — А. Кострюков[7].